# 霍恩洛伊本
霍恩洛伊本（德語：Hohenleuben，發音：[ˈhoːənˌlɔʏbn̩] ⓘ）是德国图林根州格赖茨县的城市，面积9.53平方千米，2023年12月31日人口为1,426人。